# Lugon-et-l’Île-du-Carnay
Lugon-et-l’Île-du-Carnay település Franciaországban, Gironde megyében. Lakosainak száma 1391 fő (2022. január 1.). Lugon-et-l’Île-du-Carnay Saint-Loubès, Cadillac-en-Fronsadais, Izon, Saint-Germain-de-la-Rivière, Saint-Romain-la-Virvée, Tarnès és Villegouge községekkel határos.

## Népesség
A település népességének változása:
| Lakosok száma | 816  | 973  | 1026 | 1049 | 1178 | 1232 | 1281 | 1346 | 1369 | 1391 |
|               | 1968 | 1982 | 1990 | 2006 | 2013 | 2015 | 2017 | 2019 | 2020 | 2022 |